# 11726 Edgerton
11726 Edgerton è un asteroide della fascia principale. Scoperto nel 1998, presenta un'orbita caratterizzata da un semiasse maggiore pari a 3,0848264 UA e da un'eccentricità di 0,1447516, inclinata di 8,09853° rispetto all'eclittica.